# Соціальна психологія (журнал)

«Соціа́льна психоло́гія» — науковий журнал (ISSN: 2078—189Х), заснований у 2001 році Українським центром політичного менеджменту. У 2003 році співзасновником видання став Національний педагогічний університет ім. М. П. Драгоманова. Виходить 6 разів на рік, видається українською мовою. Видавець: Український центр політичного менеджменту (до 2011), ТОВ «Центр соціальних комунікацій» (з 2011).
Журнал входить до переліку наукових фахових видань, затверджених МОН України у галузі психологічних, соціологічних (з 2003) та філософських (з 2010) наук.
Загальний наклад видання (станом на 2014 рік) склав близько 35000 примірників. За час виходу журналу на його сторінках опубліковано понад 1100 статей українських та зарубіжних авторів. До 2011 року весь наклад журналу безоплатно надсилався до державних наукових бібліотек, бібліотек вищих навчальних закладів, наукових установ, інститутів громадянського суспільства, дослідницьких центрів, органів державної влади і управління. З 2011 року журнал розповсюджується за передплатою.

## Тематика журналу
- соціальна психологія
- психологія особистості
- політична психологія
- психологія управління
- політична соціалізація
- психологія масової комунікації
- соціальна робота
- етнопсихологія
- соціологія
- соціальна філософія

## Редакційна колегія
Головний редактор (з 2001) — Шайгородський Юрій Жанович, доктор політичних наук, кандидат психологічних наук, професор. 

Члени редакційної колегії
В. Андрущенко, В. Бакіров, В. Бебик, В. Бех, І. Бех, В. Бондаренко, І. Булах, В. Вашкевич, В. Євтух, В. Жадько, Г. Ложкін, С. Максименко, В. Москаленко, Л. Орбан-Лембрик, В. Погребенник, Ю. Приходько, М. Слюсаревський, В. Татенко, Л. Хижняк, В. Циба, К. Чернова, Ю. Шайгородський, Т. Яценко.

## Наукометричні показники
Зміст журналу розкривається у національній реферативній базі даних «Україніка наукова» та в українському реферативному журналі «Джерело». Видання внесено до «Літопису журнальних статей» Книжкової палати України. Електронна версія представлена на порталі «Наукова періодика України» Національної бібліотеки України ім. В. І. Вернадського, на сайті Українського центру політичного менеджменту.

Публікації журналу індексуються наукометричною базою Google Scholar.